# Roche-térfogat

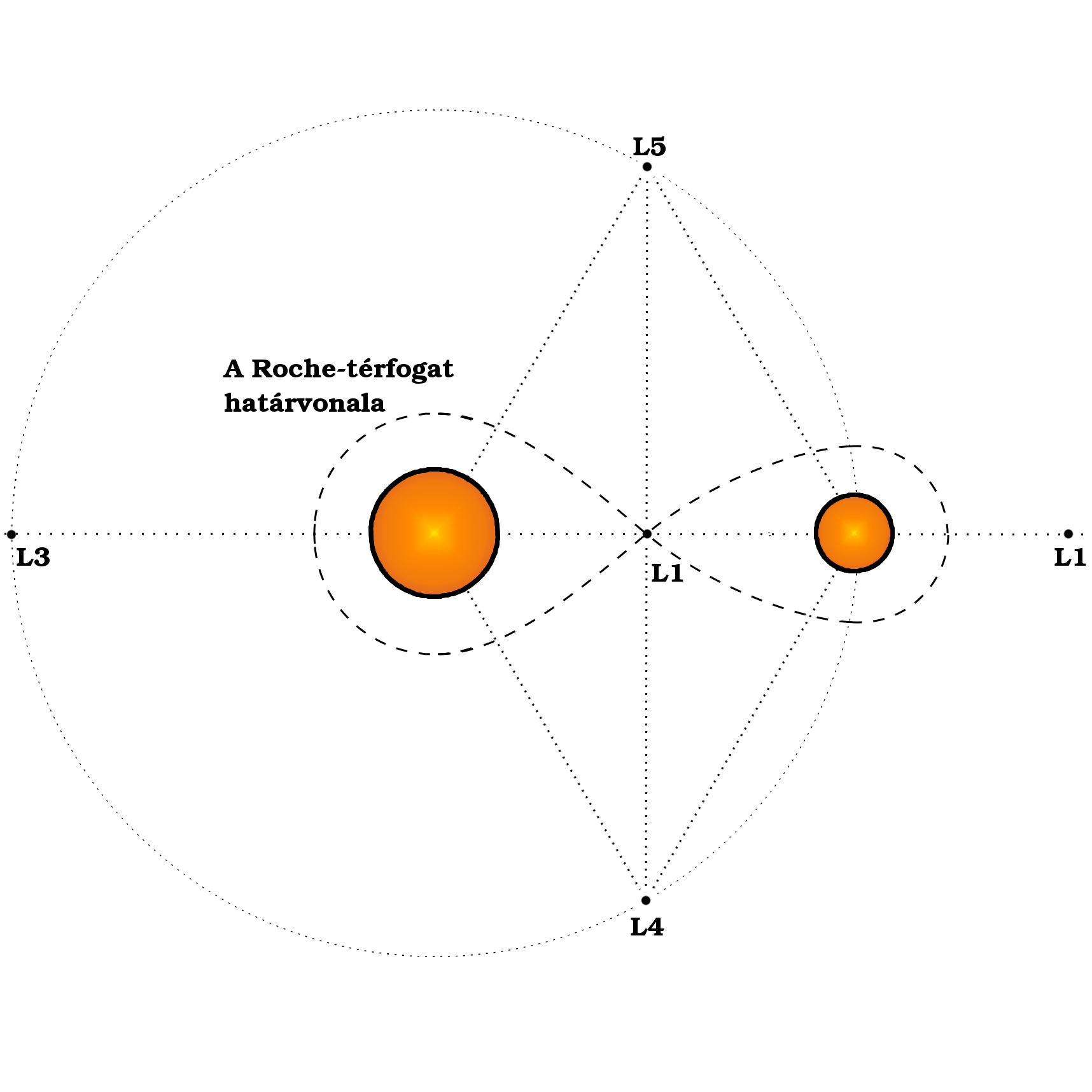
illusztráció: A Roche-térfogat kettős rendszer esetében egy fektetett nyolcashoz hasonlító régió a két csillag körül

A Roche-térfogat, vagy néha Roche-lebeny általában két vagy több csillag vagy más égitestből felépülő, több testből álló rendszer körül található régió, amin belül található anyag a csillagokhoz gravitációsan kötve van. Más szavakkal; a Roche-térfogaton belül található anyag a csillag körül kering vagy elnyeli a csillag, viszont a Roche-térfogaton kívülre kerülve az anyag eltávolodhat tőle, akár végtelenül távolra. A Roche-térfogaton kívül található anyag egyik csillaghoz sem tartozik, viszont a csillagok együttes gravitációja nyilvánvalóan hat rá, ezért az anyag a rendszer Roche-térfogatán kívül pályára állhat a rendszer körül. Ennek a térfogatnak a határát gravitációs ekvipotenciál-felületek definiálják.
Ebben a szócikkben bináris, azaz kettős rendszerek Roche-térfogatáról lesz szó.
A Roche-térfogat kettős csillagrendszerek esetében egy fektetett nyolcas alakú határral rendelkezik.

## Alakja

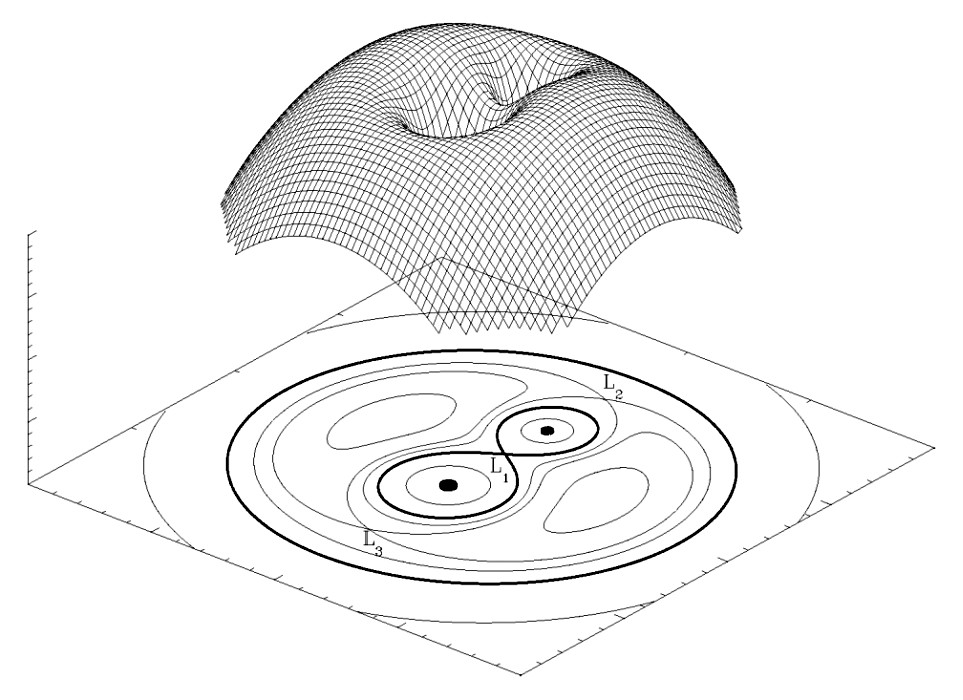
A Roche-térfogat a vastag vonallal kiemelt nyolcas alakú régió a Roche-féle ekvipotenciál grafikonon

A kettős rendszert alkotó csillagok mindegyike saját felszínén túlra is kiterjeszti gravitációs hatását. A nagyobb tömegű csillag, jelen esetben a fenti ábra bal oldalán látható, nagyobb hatásgömbbel rendelkezik. Ha alaposabban megvizsgáljuk a hatásgömböket, és nem hagyjuk figyelmen kívül a tényt, hogy a csillagok közben mozgást végeznek, felfedezzük, hogy a hatásgömbök keresztmetszete fektetett nyolcasra hasonlít. A nyolcashoz hasonlító alakzat két lebenyét Roche-térfogatnak nevezzük Éduard Roche francia matematikus és csillagász után, aki elsőként számolta ki ennek a régiónak az alakját.
Az alakzat nyakát, ahol a két lebeny csatlakozik, az olasz születésű francia matematikus, Joseph Louis Lagrange után első Lagrange-pontnak, vagy belső Lagrange-pontnak nevezzük. Ezen a ponton a két csillag gravitációs tere éppen kiegyenlíti egymást. Az ettől a ponttól bármely irányba történő kis elmozdulás esetén az anyag a két csillag valamelyike felé kezd mozogni.

## Jelentősége a kettős rendszerek evolúciójában
A Roche-térfogat fontos szerepet játszik a kettőscsillagok fejlődésében. Minden csillag a csillagfejlődés bizonyos szakaszaiban megváltoztathatja méretét a benne zajló nukleáris reakciók változásai miatt. Általában a nagyobb tömegű csillag lép elsőként a főágbeli szakaszból a csillagfejlődés következő stádiumába. Ennek oka, hogy a nagyobb tömegű csillag magjában gyorsabban zajlanak le a nukleáris reakciók, ezért „üzemanyagkészletét” hamarabb használja fel, mint a társcsillaga. Kettős rendszerek esetén szinte kizárt, hogy a két csillag kezdeti tömege egyenlő legyen. Ha a kettős rendszer egyik tagja például vörös-óriás ciklusba lép, akkor a mérete számottevően megváltozhat. Ez azonban nincs vagy csak nagyon kicsi hatással van a gravitációs hatásgömbjének átmérőjére – a nukleáris reakciók miatt, a tömegvesztés következtében, a gravitációs mezeje kis mértékben csökkenhet. A nagyobb tömegű csillag nagyobb hatásgömbbel és következésképpen nagyobb Roche-lebennyel rendelkezik, amely durván a két csillag közötti távolsággal egyenlő. Ha a két csillag közelebb helyezkedik el egymáshoz, mint amekkora méretet egy vörös óriás elér, akkor a kísérőcsillag megállítja a társának fejlődését azzal, hogy anyagot, tehát tömeget von el tőle. Többek között ez az egyik kritériuma annak, hogy egy kettős rendszert a szoros kettősök közé sorolunk.

### Anyagátvitel

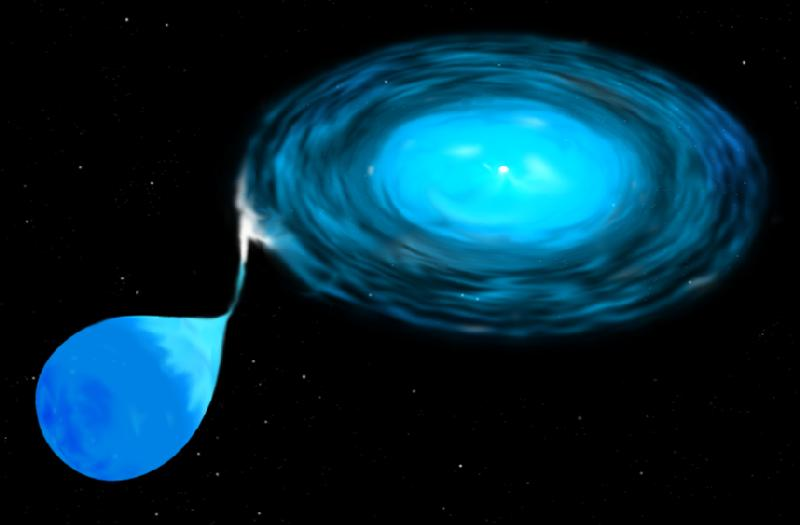
Az akkréciós korong illusztrációja

Ha a csillag bármilyen okból kifolyólag kitölti a Roche-térfogatát, a csillag külső héjainak anyaga a Roche-térfogatot átlépve a forráscsillag gravitációs hatásán kívülre kerül, és így már nem tartozik többé a forráscsillaghoz. Ekkor az anyag egy bizonyos része a két csillag körül fog majd keringeni, a Roche-térfogaton kívül, egy része viszont a belső Langrange-ponton keresztül átáramlik a kísérőcsillag Roche-térfogatába. Innentől már a társcsillag gravitációs hatását érzi, és pályára áll, majd végül elnyeli a csillag. Ha ez bekövetkezik, akkor azt mondjuk, hogy a nagyobb tömegű csillag anyagátvitelt folytat a kísérőcsillaga felé.
Ez a folyamat időben nem stabil. A nagyobb tömegű csillaghoz tartozik a nagyobbik Roche-lebeny. Az anyagátadás folyamatával azonban csökken a fejlődő csillag tömege, aminek következtében a Roche-lebeny mérete is csökkenni kezd, növelve ezzel az anyagátadás sebességét. Ha a Roche-lebeny mérete csökken, akkor a fejlődő csillaghoz eddig biztonságosan kötődő anyag is leszakad a csillagról, tovább csökkentve ezzel a tömeget. Pozitív visszacsatolás jön létre, hisz minél jobban csökken a csillag tömege, annál több anyagot, és ezzel annál több tömeget veszít.
A nagy sebességű fázis addig tart, amíg a két csillag azonos tömeget ér el. A nagyobb sebességgel keringő kisebb tömegű csillag azonban anyagtöbblethez jutott, tehát a tömege megnövekedett. A megnövekedett tömeg és a nagy sebesség impulzusmomentum-növekedést vonna maga után. A két csillag tehát az impulzusmomentum-megmaradás törvényének következtében egymáshoz közelebb kerül, hiszen a kisebb pályához kisebb impulzusmomentum tartozik. Az anyagátvitel következtében mindkét csillag tömege megváltozik, és ezért új fejlődési útvonalat járnak be

### Nóvakitörés
Ha a kettős rendszer szoros kettős, és az egyik csillag egy fehér törpe, a másik pedig kitöltötte Roche-lebenyét, akkor a fehér törpe folyamatosan anyagot vonhat el társától. A fehér törpére áramló anyag akkréciós-korong formájában lerakódik a fehér törpe felszínére. A fehér-törpe degenerált anyagból épül fel, és ezért nem érzékeny a hőmérsékletre, de a rárakódó anyag igen. A rárakódó anyag egyre kisebb térfogatba kényszerül, a hőmérséklete megemelkedik, aminek következtében magfúzió indul be. A fehér-törpe csillag felületén végbemenő nukleáris fúzió elszabadul, mert egyre több anyag rakódik a felszínére, aminek következtében a sűrűség, és ezáltal a hőmérséklet tovább növekszik. A nukleáris fúzió rendkívül érzékeny a hőmérséklet növekedésére, ahogy nő a hőmérséklet, úgy nő a reakciók sebessége, és így a felszabaduló energiamennyiség is. A folyamat exponenciális ütemű. Tehát a fehér törpe felületén nagyon rövid idő alatt hatalmas mennyiségű energia szabadul fel. A végeredmény egy rendkívül fényes kitörés, amit nóvakitörésnek nevezünk.
A nóvakitörés a fehér törpe felé zuhanó anyagot eltéríti, és az akkréció leállását idézi elő. Ez az állapot nem végleges, idővel újra beindul az akkréció, és egy újabb nóvakitörés bekövetkezéséig folytatódik. Az ilyen csillagokat kataklizmikus változócsillagoknak nevezzük.
A nóvakitörés nyilvánvalóan hatalmas erőket fejt ki a fehér törpe csillagra. Szélsőséges esetben a fehér törpét kisebb térfogatba kényszerítheti a nóvakitörés nyomása, aminek következtében a fehér törpét a Chandrasekhar-határ átlépésére kényszeríti. Ebben az esetben a csillag egy fekete lyukká robban össze.

## Formulák
A Roche-térfogat effektív átmérőjét Péter P. Eggleton egyenlete adja meg, 1%-os maximális hibahatárral:
{\displaystyle R={\frac {0,49q^{2/3}}{0,6q^{2/3}+\ln(1+q^{1/3})}},\ 0<q<\infty }
Ahol (q) a két csillag tömegének aránya.